# Інженерний мис (Севастополь)
Інженерний мис (крим. İnjenerlik, також — Кондрафос) — мис на північній стороні Севастополя, розділяє Північну та Інженерну бухти.

## Історія
1845 року на тут завершилося будівництво 4-ї берегової батареї. Під час Кримської війни тут працював військовий шпиталь. В цьому шпиталю помер адмірал Павло Нахімов.
Військові частини на місці батареї зберігалися у наступному.
2009 року на стінці старої батареї, яку видно з причалу міських катерів Північної бухти, перед візитом Віктора Ющенка у Севастополь проросійські активісти намалювали російський прапор. До Дня незалежності України проукраїнські активісти поряд намалювали український прапор такого же розміру, а поміж ними слово «Дружба». Пізніше замість слова були намальовані військово-морські прапори України та Росії. Після окупації Криму Росією у 2014 році українські прапори стерли, а потім замість них розмістили зображення прапору Севастополя та радянського прапору Перемоги.